# Isabelle Linden
Anna Isabelle Linden, född 15 januari 1991 i Köln i Tyskland, är en tysk fotbollsspelare. Hon representerar klubben Ferencváros TC sedan 2021. Linden har tidigare spelat för bland andra Bayer 04 Leverkusen, 1. FFC Frankfurt och Birmingham City.
Hon ingick i Tysklands trupp i EM i Sverige år 2013.